# Survival Game
Pour plus de détails, voir Fiche technique et Distribution.
Survival Game (en russe : Мафия: Игра на выживание, Mafia : Igra na vyjivanié) est un film d'action et de science-fiction russe réalisé par Sarik Andreassian et sorti en Russie le 1er janvier 2016. Il est inspiré du jeu d'ambiance Mafia.

## Fiche technique
- Titre original non latin : Мафия: Игра на выживание
- Titre original : Mafiav: Igra na vyjivanié
- Titre à l'international : Mafia: Game of Survival ou Mafia: Survival Game
- Titre à l'international pour DVD : Survival Game
- Titre français : Survival Game
- Réalisation : Sarik Andreassian
- Scénario : Andreï Gavrilov
- Musique : Roman Vichnevski, Alim Zaïrov
- Production : Sarik Andreassian, Ghevond Andreassian, Vladimir Poliakov, Max Oleïnikov, Nikita Argounov
- Sociétés de production : Enjoy Movies, Renovatio
- Société de distribution : Karoprokat, Condor Entertainment (France, DVD)[1]
- Budget : 12-15 millions de roubles russes
- Format : couleur
- Genre : action, science-fiction
- Dates de sorties :
  -  Estonie : 1er janvier 2016
  -  Russie : 1er janvier 2016
- Dates de sorties DVD :
  -  Allemagne : 20 mai 2016
  -  France : 27 mai 2016
  -  Japon : 3 juin 2016

## Distribution
- Viktor Verjbitski : L'organisateur du jeu
- Veniamine Smekhov : Luka Sergeïevitch
- Youri Tchoursine : Constantin
- Viatcheslav Razbegaïev (ru) : Vladimir
- Andreï Tchadov (ru) : Ilia
- Vadim Zallati (os) : Kirill
- Violetta Guetmanskaïa : Katerina
- Natalia Roudova (ru) : Maria
- Ievgueni Koriakovski : Piotr
- Alekseï Grichine : Krivoï
- Artiom Soutchkov : Ivan
- Olga Toumaïkina : Larissa
- Karen Badalov (ru) : le psychologue